# Tadeusz Baranowski (artiste)
Pour les articles homonymes, voir Tadeusz Baranowski.
Tadeusz Baranowski, né en 1945 à Zamość, est un peintre avant-gardiste et auteur polonais de bandes dessinées. Il est également illustrateur, graphiste et créateur de publicité. Il a conçu des personnages et des décors pour les téléfilms d'animation Przygody kota Filemona (Les Aventures du chat Philémon) et le long métrage Filemon i przyjaciele (Philémon et ses amis) de 1991.

## Biographie
Tadeusz Baranowski achève en 1969 ses études à la faculté de graphisme et de peinture de l'Académie des beaux-arts de Varsovie sous la direction d'Artur Nacht-Samborski (pl) et d'Aleksander Kobzdej (en). Il participe dans les années 1970 à de multiples expositions en Pologne et à l'étranger (Helsinki, Varsovie, Berlin-Ouest, Lublin, Sopot, Szczecin...)
Il publie sa première bande dessinée en 1975 dans Świat Młodych (en). Invité par Grzegorz Rosiński, il travaille quelques années en Belgique, publiant des bandes dessinées dans le magazine Tintin, mais il revient en Pologne en 1990.
Le 31 mai 2007, il reçoit la médaille d'argent du Mérite culturel Gloria Artis décernée par le ministre de la Culture et du Patrimoine national Kazimierz Michał Ujazdowski.
En 2009, il publie une série de vlogs satiriques intitulés "Baranowski nadaje" sur le channel YouTube de Kultura Gniewu, dans lesquels il fait référence à l'humour absurde caractéristique de ses bandes dessinées.
En Pologne, la majorité de ses bandes dessinées ont eu 2 éditions : avec couverture souple dans les années 1970 / 1980, et avec couverture rigide dans les années 2000.

## Œuvres
Albums de bande dessinée
- Skąd się bierze woda sodowa i nie tylko – MAW 1980, DSW Omnibus 1989
- Na co dybie w wielorybie czubek nosa eskimosa – MAW 1980, MAW 1984
- 3 przygody Sherlocka Bombla – Interpress 1984, Kultura Gniewu/Zin Zin Press 2004
- Antresolka profesorka Nerwosolka – MAW 1985
- Podróż smokiem Diplodokiem – MAW 1986, MAW 1988,
- Jak ciotka Fru-Bęc uratowała świat od zagłady – DHW Akapit 1989, Ongrys 2017
- Przepraszam remanent – Bea 1990, Ongrys 2017
- Ecie-pecie o wszechświecie, wynalazku i komecie (2 vol.) – Story 1990
- Historia wyssana z sopla lodu (scénario : Jean Dufaux) – Unipress 1991
- To doprawdy kiepska sprawa, kiedy Bestia się pojawia... (scénario : Anna Baranowska) – Rok Corporation 1992, Ongrys 2010, Ongrys 2017
- Orient Men: Forever na zawsze – Egmont 2002
- Porady Praktycznego Pana – Egmont 2003
- Antresolka profesorka Nerwosolka (nouvelle édition révisée) – Egmont 2003, Ongrys 2015
- Skąd się bierze woda sodowa i nie tylko (nouvelle édition révisée) – Egmont 2004, Ongrys 2015
- O zmroku – Kultura Gniewu 2005
- Podróż Smokiem Diplodokiem (nouvelle édition révisée) – Manzoku 2005, Ongrys 2015
- Tffffuj! Do bani z takim komiksem! – Orient Men i Spółka 2005 (édition numérotée – 550 ex.)
- Zeszyty Baranowskiego#1: W pustyni i w paszczy – réédité par l'auteur 2008 (édition numérotée à tirage limité)
- Zeszyty Baranowskiego#2: Ten piekielny Barnaba, Komiksy z Misia – réédité par l'auteur 2008 (édition numérotée à tirage limité)
- Zeszyty Baranowskiego#3: Przygody twistującego słonia Twisti, Robin Wschód – réédité par l'auteur 2008 (édition numérotée à tirage limité)
- Zeszyty Baranowskiego#4: Moje komiksy po francusku 1 (Mes BD en français 1) – réédité par l'auteur 2009 (édition numérotée à tirage limité)
- Zeszyty Baranowskiego#5: Moje komiksy po francusku 2 (Mes BD en français 2) – réédité par l'auteur 2009 (édition numérotée à tirage limité)
- Skąd się bierze woda sodowa – Ongrys, sklep.gildia.pl i Atropos 2010 (édition spéciale reliée, avec des bonus inédits)
- Na wypadek wszelki woda, soda i Bąbeleki (oraz Kudłaczki) – Ongrys oraz Orient Men i Spółka 2010 (édition numérotée – 550 ex.)
- Bezdomne wampiry – Kultura Gniewu 2012
- Orient Men: Śmieszy, tumani, przestrasza – Ongrys 2015
- Jak ciotka Fru-Bęc uratowała świat od zagłady / To doprawdy kiepska sprawa kiedy bestia się pojawia – Ongrys 2017 (édition spéciale reliée avec une couverture toilée, avec des bonus inédits)
- Bezdomne wampiry o zmroku – Kultura Gniewu 2017 (réédition reliée des albums O zmroku, Bezdomne wampiry, avec une couverture inédite de Tomasz Leśniak (pl))